# Henohenomoheji

Henohenomoheji

Henohenomoheji (jap. へのへのもへじ) oder Hehenonomoheji (jap. へへののもへじ) ist ein Gesicht, das von japanischen Schülern mit Hiragana-Zeichen gezeichnet wird.
Das Wort besteht aus sieben Hiragana-Zeichen: he (へ), no (の), he (へ), no (の), mo (も), he (へ) und ji (じ). Die ersten beiden he sind die Augenbrauen, die beiden no sind die Augen, das mo ist eine Nase und das letzte he ist der Mund. Die Kontur des Gesichts wird durch die Zeichen ji gebildet, dessen zwei kurze Striche (Dakuten) das Ohr bilden. Kinder benutzen die Henohenomoheji auch als Gesichter von Kakashi (Vogelscheuchen) und Teru teru bōzu (Wetterfiguren).